# Csenger vasútállomás
Csenger vasútállomás egy Szabolcs-Szatmár-Bereg vármegyei vasútállomás, Csenger településen, a MÁV üzemeltetésében. A belterület déli szélén helyezkedik el, a 4924-es út vasúti keresztezése mellett; közvetlen közúti elérését az abból kiágazó 49 341-es számú mellékút biztosítja.

## Vasútvonalak
Az állomást az alábbi vasútvonalak érintik:
- Kocsord–Csenger-vasútvonal

## Kapcsolódó állomások
A vasútállomáshoz az alábbi állomások vannak a legközelebb:
- Porcsalma-Tyukod megállóhely (Kocsord–Csenger-vasútvonal)

## Forgalom
| Járat        | Útvonal | Gyakoriság |
| ------------ | --- | ---------- |
| személyvonat | Csenger – Porcsalma-Tyukod – Ököritófülpös – Győrtelek alsó – Győrtelek – Kocsord alsó – Kocsord – Mátészalka | Napi 2 pár |